# タニノムーティエ
タニノムーティエ（1967年5月9日 - 1991年2月9日）は、日本の競走馬、種牡馬である。
1969年に中央競馬でデビューし、同年の関西の3歳王者戦・阪神3歳ステークスに優勝。翌1970年のクラシック三冠路線では関東のアローエクスプレスとライバル関係を築き、その対戦は当時色濃かった東西対抗意識のなかで「A・T対決」とも呼ばれたが、同馬を退けて皐月賞、東京優駿（日本ダービー）の春クラシック二冠を制した。同年秋には史上3頭目の三冠達成への期待を掛けられるも、夏の休養中、競走能力へ大きな影響を及ぼす呼吸疾患の喘鳴症を発症し、三冠最終戦・菊花賞では大敗を喫して引退した。同年、啓衆社賞最優秀4歳牡馬に選出。通算18戦12勝。引退後は種牡馬となり、1991年に死亡した。
半弟（異父弟）に、1973年の天皇賞（秋）、1974年の有馬記念などに優勝したタニノチカラがいる。
※馬齢は日本で2000年以前に使用された数え年で統一して記述する。

## 経歴

### デビューまで
1967年、北海道静内町のカントリー牧場に生まれる。父ムーティエはフランスからの輸入馬で、競走馬時代はダリュー賞とオカール賞に優勝。本馬は日本における初年度産駒だった。母タニノチエリは不出走馬。幼名は「ムーティシュヴァリー」。
カントリー牧場は実業家の谷水信夫が1963年に創業した新興で、「ハードトレーニングで馬を鍛える」という谷水の理念を具現化するための牧場だった。幼駒の頃の本馬はそれほど目立つ馬ではなかったが、本格的な運動が始まると、いくら追われても汗ひとつ掻かないという優れた心肺機能を見せた。またその走法は、首を低く下げる独特のもので、谷水はこれを「シェパード」と喩えた。牧場では同期生産馬のうちタニノモスボロー（後に京都4歳特別優勝）が一番馬と見られていたが、谷水は本馬を気に入り、息子の雄三に「これでダービーをとる」と宣言していた。なお、牧場の同期馬20頭は育成調教の段階で次々と脱落し、無事にデビューを迎えることができたのは本馬も含めて5頭のみだったとされる。
競走年齢の3歳に達した1969年、「タニノムーティエ」と改名され京都競馬場の島崎宏厩舎に入る。タニノムーティエは細身で見映えのしない馬体で厩舎関係者からの評価はさほど高くなく、島崎は「二つ勝てれば上々」だと感じていたという。デビューに際しての騎手は谷水と協力関係にあった戸山為夫の推薦で、若手の安田伊佐夫が選ばれた。安田は戸山の麻雀仲間という縁があったが、当時特に目立った成績は挙げていなかった。

### 戦績

#### 関西若駒の筆頭格
1969年7月18日に函館開催でデビュー。スタートで遅れて後方からのレース運びとなるも、最終コーナーまでに差を詰めると、直線では安田が鞭を使うことなく2着に6馬身差をつけて勝利した。2戦目も5馬身差で圧勝した。重賞初出走となった函館3歳ステークスはスタートで大きく出遅れて同郷のタニノソブリンに敗れたが、札幌開催に移って臨んだ条件特別戦は大差（10馬身以上）で圧勝した。
その後は関西に戻り、デイリー杯3歳ステークスに出走。ここで騎手は前年にタニノハローモアで日本ダービーを制していたベテラン・宮本悳に替わった。この競走ではタニノソブリンに2馬身差を付けて勝利し、重賞初制覇を果たす。しかし続く紅葉杯ではレース要所で他馬から2回挟まれる不利を受けて4着と敗れた。この結果に怒った谷水は宮本を降板させ、騎手は安田に戻された。さらに谷水は島崎に対しても「調教不足だ」と怒鳴りつけ、「明日からは自分が直接調教する」と言い出したことから島崎が反発、一時転厩寸前となったが、戸山為夫らの仲介で収められた。
以後はオープン戦をレコードタイムで勝利、続く京都3歳ステークスも制し、1番人気に推された阪神3歳ステークスでは大外から先行勢を差し切って優勝、関西の3歳王者となった。安田にとってはこれが騎手生活7年目での重賞初勝利であった。当年は9戦7勝という成績を収めたが、最優秀3歳牡馬には関東で5戦5勝の成績を収めたアローエクスプレスが選出された。
いったん休養の後、翌1970年は春のクラシックを目標に、2月のきさらぎ賞から復帰。これに勝利したのち、クラシック初戦・皐月賞に備えて東上した。関東初出走となった弥生賞は、競走前日の降雪により施行馬場が芝からダートへ変更された。競走前のパドックでは、初めてその姿を見た関東のファンから馬体の貧弱さを揶揄する野次が盛んに飛ばされたが、タニノムーティエは発馬機内での顔面強打による鼻血、左前脚と左後脚の負傷というアクシデントに見舞われながら、2着ウメノダイヤに3馬身差をつけ楽勝した。

#### アローエクスプレスとの対戦
次走のスプリングステークスで、デビュー以来6連勝中のアローエクスプレスと初対戦。東西両雄の初顔合わせに当日は10万人を超える観客が集まったなか、タニノムーティエが1番人気、アローエクスプレスが2番人気となった。レースではアローエクスプレスが先行4-5番手、タニノムーティエは中団後方を進み、最後の直線に入ったとき両馬の差は10馬身ほどあった。いち早く抜け出したアローエクスプレスは後続を突き離したが、しかし追い込んだタニノムーティエがゴール寸前でこれを捉え、3/4馬身差を付けて勝利。「A・T」初対戦を制した。なお、3着メジロムサシは両馬から6馬身離されていた。タニノムーティエの最後の600メートル（上がり3ハロン）のタイムは、36秒台で優秀といわれた当時にあって、推定34秒台というものだった。安田はこれを評して「ムーティエが使った生涯最高の脚」と語っている。
4月12日に迎えた皐月賞では、前走に続きタニノムーティエ1番人気、アローエクスプレス2番人気の順となった。レースは先行勢の中にアローエクスプレス、タニノムーティエは中団と、前走と似た隊列で進んだが、第3コーナーでアローエクスプレスは突然失速し、大きく後退した。最終コーナーを回り態勢を立て直したアローエクスプレスがスパートを掛け、タニノムーティエもこれに続くと200メートルに渡って両馬の競り合いが続いたが、ゴール前でタニノムーティエがアタマ差抜け出して優勝。クラシック一冠目を制した。同時に安田と島崎も八大競走初優勝となった。安田は「苦しいレースでしたが、アローと並んで勝てると思いました。それにしても一度後退したのにアローは強いね」と感想を語った。なお、アローエクスプレスが位置を下げたのは、他馬が外から進出してきた際に、一気に抜け出すか、抑えて温存するかを騎手の加賀武見が迷い、そして抑えたためであり、加賀は自身の騎乗ミスだったとしている。
その後タニノムーティエは日本ダービーの前にNHK杯に出走。直前に軽い外傷を負ったため、厩舎では回避と見込んでいたが、谷水の強い指示により出走に踏み切った。本競走にはアローエクスプレスも出走し、本番を前に3度目の対戦となった。先行策から最後の直線で抜け出したアローエクスプレスに対し、タニノムーティエは後方からの追い込みを見せた。しかし安田が残り200メートルを示す標識をゴール板と間違え、いったん流してしまったこともあり、アローエクスプレスに2馬身半差の2着と初めて先着を許した。しかし完調ではない状態で、さらに大きなミスがあった上での2着に、陣営は却ってダービー優勝への自信を深めた。
5月24日の日本ダービーは、片や関東馬、片や関西馬という地域的要因も絡み、「A・T」の雌雄を決する舞台となった。アローエクスプレスが41.9％の単勝支持を得て1番人気となり、タニノムーティエ同24.9%で2番人気となった。しかし絶好調の状態だったタニノムーティエに対し、アローエクスプレスは調整に失敗し、パドックから著しく焦れ込んでいた。レースでは常の通り先行するアローエクスプレスを見ながら後方に控えると、第3コーナーから上位に進出していき、馬群を捌くのに手間取るアローエクスプレスを尻目に、好位で最後の直線に入った。直線半ばで先頭のダテテンリュウに並び、ここから200メートルにわたり競り合ったが、同馬を3/4馬身退けて優勝を果たした。アローエクスプレスは5着であった。谷水は「完璧に仕上げたんやし、勝つ自信があった。ダービーは何回勝ってもいいものや。今後は爪があまり良くないので秋まで待機させ、三冠を狙いたい。そして菊に勝ったら、グランプリも取り、来年は凱旋門賞にでも遠征させて終わりや」と語った。
なお、デビューからダービー優勝まで15戦という戦績は、カントリー牧場の先輩馬・タニノハローモアの18戦に次ぐ史上2番目の出走数であり、うち12勝は最多勝利記録である。また、この時点ですでに獲得賞金が1億円を超えていたが、4歳春での達成は史上初めてのことであった。

#### 喘鳴症発症
日本ダービーの後、島崎はタニノムーティエの夏場の予定について、北海道へ放牧に出すか、あるいは厩舎に置いておくかのどちらかを考えていた。しかし谷水が自分で設営した滋賀県大津市の放牧場へ連れていくと主張し、厩舎関係者全員での反対にもかかわらず、同地への放牧が強行された。放牧中、島崎と安田と一緒に様子を見に行った際、タニノムーティエは降雨で寒い中に屋根も何もない場所で裸足のまま立っていたという。こうした環境によるものか、または谷水が土壌改良のために撒いた石灰を吸い込んだことが原因とする説もあるが、いずれにせよムーティエはこの放牧中に喘鳴症を発症する。これは走行時に呼吸するとき声帯の開閉に支障を来たして息苦しくなり、同時に喉から音がすることが特徴で、俗に「ノド鳴り」とも呼ばれ、競走能力に著しい悪影響をおよぼすものだった。
その後、タニノムーティエは9月20日、古馬（5歳以上馬）混合戦の朝日チャレンジカップから復帰したが、一般に対して喘鳴症の事実は伏せられた。当日は60キログラムの斤量を負わされながらも1番人気に支持されたが、レースでは大差の最下位で入線。約1カ月後、三冠最終戦菊花賞の前哨戦・京都杯でも再び1番人気に推されたが、9頭立ての6着に終わる。この競走後に初めてムーティエが喘鳴症を患っていることが発表された。なお、当時のタニノムーティエの症状について、志摩直人が著作の中で次のように書き記している。

#### 三冠ならず引退
菊花賞はセントライト、シンザンに次ぐ史上3頭目のクラシック三冠達成が懸かっていたが、調教では相変わらず喉を鳴らしており、3ハロンのタイムは43秒を切ることができなかった。菊花賞を前に引退も検討されたが、谷水の希望により出走に踏み切る。「ダービー馬の名誉に傷が付くのではないか」との声に対して谷水は、「人気するかな、しないやろ。名残の菊や。ムーティエの走りっぷりをゆっくり見つめてほしい」と語った。厩舎では万にひとつ症状が出ない可能性を信じ、あらゆる方法で喉の療養に努めた。なお、島崎は出走に反対しており、谷水に「これだけ、ひとつだけでも、私の意見を聞いてほしかった」と恨み言を聞かせると、谷水は反論せず腕組みをして唸り声を漏らしたという。
前売りの単勝オッズは3番人気、当日は5番人気となる。1番人気はアローエクスプレスであった。レースでは後方に控えたのち、第3コーナーから最終コーナーにかけて先頭を窺う勢いで進出し、観衆を大きく湧かせたが、そこから失速してダテテンリュウの11着（アローエクスプレス9着）に終わり、史上3頭目の三冠は成らなかった。志摩直人は最後に見せた脚を「これがタニノムーティエだといわんばかりの凄さの一端を示してみせたに過ぎなかったが、それはかつての日、中山の皐月賞で、府中のダービーで見せたあの豪脚の幻であった」と評している。三冠挑戦馬が菊花賞で1番人気を取れなかったのは50年以上を経た2024年現在でも本馬とシンザン（1964年・2番人気）のみであり、1番人気、1着とも取れなかったのは本馬が唯一である。
これを最後に引退となり、11月29日、京都競馬場で引退式が行われた。厩務員の近藤昭は「シンザン以上の馬だった」と評し、そのシンザンの調教師であった武田文吾は、タニノムーティエに対して「帰牧して 二冠の壺に 菊植えん」との一句を詠み、その引退を惜しんだ。なお、この引退から約1年後の1971年11月18日、谷水信夫は交通事故により61歳で死去。長男の雄三が競馬事業も引き継ぐことになった。

### 種牡馬時代
引退後は種牡馬として北海道静内町の静内種畜場に繋養された。初年度（1971年）には38頭の交配相手を集め、1973年に産駒がデビューすると、中央競馬では京都3歳ステークス（当時はオープン特別競走）を制したタニノサイアスなど7頭中4頭が勝ち上がった。翌1974年には78頭の交配相手を集めたが、産駒成績は尻すぼみで、1979年からは九州へ、さらに1981年より再び静内、その翌年からカントリー牧場、1985年からは十勝の個人牧場と、繋養先を転々とした。中央での主な産駒には、それぞれ京都3歳ステークスに勝ったタニノサイアス（ほか桜花賞4着）とタニノレオ（同菊花賞5着）、地方競馬では東海桜花賞と名古屋大賞典に勝ったハローキング、中津記念に勝ったタニノガルフがいる。
かつてのライバル・アローエクスプレスは種牡馬として大きな成功を収め、この点では対照的な結果となった。「競走馬としてタニノムーティエの圧勝、種牡馬としてはアローエクスプレスの圧勝」とも評される。タニノムーティエの種牡馬としての失敗は、繁殖牝馬の交配相手として重用していたカントリー牧場の低迷を招く原因のひとつともなった。弟のタニノチカラが1974年に有馬記念を勝って以降、改革を経て2002年にタニノギムレットが日本ダービーを制するまでの28年間、カントリー牧場から八大競走・GI競走を制する馬は現れなかった。
晩年は故郷・カントリー牧場で余生を過ごしたが、1991年2月9日に老衰のため死亡した。25歳没。それから24日後にはアローエクスプレスも老衰で死亡した。

## 競走成績
| 年月日 | 年月日 | 年月日 | 開催場 | 競走名                  | 頭数 | 人気 | 着順 | 距離（状態）  | タイム  | 着差   | 騎手       | 斤量 | 勝ち馬/（2着馬）       |
| ------ | ------ | ------ | ------ | ----------------------- | ---- | ---- | ---- | ------------- | ------- | ------ | ---------- | ---- | ---------------------- |
| 1969   | 7.     | 18     | 函館   | オープン                | 5    | 2    | 1着  | 芝1000m（良） | 59.7    | 0.9秒  | 安田伊佐夫 | 51   | （スイノオーザ）       |
|        | 8.     | 8      | 函館   | すずらん賞              | 4    | 1    | 1着  | 芝1200m（良） | 1:13.6  | 0.8秒  | 安田伊佐夫 | 52   | （スイノオーザ）       |
|        | 8.     | 17     | 函館   | 函館3歳ステークス       | 10   | 2    | 2着  | 芝1200m（良） | 1:13.7  | 0.2秒  | 安田伊佐夫 | 51   | タニノソブリン         |
|        | 9.     | 7      | 札幌   | はまなす賞              | 4    | 1    | 1着  | ダ1200m（稍） | 1:13.3  | 大差   | 安田伊佐夫 | 53   | （タニノラスタム）     |
|        | 10.    | 5      | 阪神   | デイリー杯3歳ステークス | 11   | 1    | 1着  | 芝1400m（良） | 1:24.1  | 0.3秒  | 宮本悳     | 51   | タニノソブリン         |
|        | 11.    | 2      | 京都   | 紅葉杯                  | 11   | 1    | 4着  | 芝1600m（良） | 1:38.6  | 0.2秒  | 宮本悳     | 54   | マサミンシオ           |
|        | 11.    | 9      | 京都   | オープン                | 12   | 1    | 1着  | 芝1400m（良） | R1:24.6 | 0.3秒  | 安田伊佐夫 | 54   | （ジュピック）         |
|        | 11.    | 30     | 京都   | 京都3歳ステークス       | 10   | 1    | 1着  | 芝1600m（不） | 1:43.2  | 0.2秒  | 安田伊佐夫 | 54   | （グランドプロス）     |
|        | 12.    | 14     | 阪神   | 阪神3歳ステークス       | 15   | 1    | 1着  | 芝1600m（良） | 1:37.4  | 0.3秒  | 安田伊佐夫 | 52   | （ウメノダイヤ）       |
| 1970   | 2.     | 8      | 京都   | きさらぎ賞              | 7    | 1    | 1着  | 芝1600m（不） | 1:42.4  | 0.2秒  | 安田伊佐夫 | 55   | （コマツオー）         |
|        | 3.     | 1      | 東京   | 弥生賞                  | 14   | 2    | 1着  | ダ1600m（不） | 1:38.9  | 0.5秒  | 安田伊佐夫 | 56   | （ウメノダイヤ）       |
|        | 3.     | 22     | 中山   | スプリングステークス    | 13   | 1    | 1着  | 芝1800m（良） | 1:49.9  | 0.1秒  | 安田伊佐夫 | 55   | （アローエクスプレス） |
|        | 4.     | 12     | 中山   | 皐月賞                  | 12   | 1    | 1着  | 芝2000m（重） | 2:07.9  | アタマ | 安田伊佐夫 | 57   | （アローエクスプレス） |
|        | 5.     | 20     | 東京   | NHK杯                   | 10   | 2    | 2着  | 芝2000m（不） | 2:08.9  | 0.4秒  | 安田伊佐夫 | 55   | アローエクスプレス     |
|        | 5.     | 24     | 東京   | 東京優駿                | 22   | 2    | 1着  | 芝2400m（良） | 2:30.0  | 0.1秒  | 安田伊佐夫 | 57   | （ダテテンリュウ）     |
|        | 9.     | 20     | 阪神   | 朝日チャレンジカップ    | 8    | 1    | 8着  | 芝1600m（良） | 2:09.8  | 大差   | 安田伊佐夫 | 60   | ケイサンタ             |
|        | 10.    | 25     | 京都   | 京都杯                  | 9    | 1    | 6着  | 芝2000m（良） | 2:05.8  | 1.3秒  | 安田伊佐夫 | 57   | タマホープ             |
|        | 11.    | 15     | 京都   | 菊花賞                  | 16   | 5    | 11着 | 芝3000m（良） | 3:12.6  | 2.2秒  | 安田伊佐夫 | 57   | ダテテンリュウ         |

1. 競走名太字は八大競走。
2. タイム欄Rはレコード勝ちを示す。

## 各種投票などによる評価
日本中央競馬会が2000年に主催した「20世紀の名馬大投票」では第56位に選出。投票世代別では10～30代でいずれも100位以下だったのに対し、40代以上ではいずれも30位台以上で、50代の投票では20位だった。また同会の広報誌『優駿』による「20世紀のベストホース100」にも名を連ねている。その他、各種投票企画では以下のような記録を残している。
- 『優駿』1985年9月号「読者が選ぶ歴代最強馬ベスト・テン」- 第17位
- 『優駿』2004年10月号「記憶に残る名馬たち 個性派ホースBEST10」- 1950～1970年代追い込み馬部門・識者投票第2位
- 『優駿』2010年8月号「未来に語り継ぎたい不滅の名馬たち」- 第93位
- 『優駿増刊号TURF』創刊50周年記念（1991年）「新聞記者、競馬人、著名人への大アンケート・最強馬部門」 - 第11位
- 『日本馬主協会連合会40年史』（2000年）「アンケートからみた20世紀の馬主たち・一番印象に残る競走馬」- 第15位
  - 同上「アンケートからみた20世紀の馬主たち・一番好きな競走馬」 - 第16位

## 血統表
| タニノムーティエの血統（プリンスビオ系（プリンスローズ系） / Nogara5×5=6.25%） | タニノムーティエの血統（プリンスビオ系（プリンスローズ系） / Nogara5×5=6.25%） | タニノムーティエの血統（プリンスビオ系（プリンスローズ系） / Nogara5×5=6.25%） | （血統表の出典）  | （血統表の出典）  |
| 父 *ムーティエ Moutiers 1958 栗毛 フランス                                     | 父の父Sicambre 1948 黒鹿毛 フランス                                            | Prince Bio                                                                     | Prince Rose       | Prince Rose       |
| 父 *ムーティエ Moutiers 1958 栗毛 フランス                                     | 父の父Sicambre 1948 黒鹿毛 フランス                                            | Prince Bio                                                                     | Biologie          |                   |
| 父 *ムーティエ Moutiers 1958 栗毛 フランス                                     | 父の父Sicambre 1948 黒鹿毛 フランス                                            | Sif                                                                            | Rialto            | Rialto            |
| 父 *ムーティエ Moutiers 1958 栗毛 フランス                                     | 父の父Sicambre 1948 黒鹿毛 フランス                                            | Sif                                                                            | Suavita           |                   |
| 父 *ムーティエ Moutiers 1958 栗毛 フランス                                     | 父の母Ballynash 1946 鹿毛 イギリス                                             | Nasrullah                                                                      | Nearco            | Nearco            |
| 父 *ムーティエ Moutiers 1958 栗毛 フランス                                     | 父の母Ballynash 1946 鹿毛 イギリス                                             | Nasrullah                                                                      | Mumtaz Begum      |                   |
| 父 *ムーティエ Moutiers 1958 栗毛 フランス                                     | 父の母Ballynash 1946 鹿毛 イギリス                                             | Ballywellbroke                                                                 | Ballyferis        | Ballyferis        |
| 父 *ムーティエ Moutiers 1958 栗毛 フランス                                     | 父の母Ballynash 1946 鹿毛 イギリス                                             | Ballywellbroke                                                                 | The Beggar        |                   |
| 母 タニノチエリ 1963 栗毛 日本                                                 | 母の父*ティエポロ Tiepolo 1955 鹿毛 イタリア                                   | Blue Peter                                                                     | Fairway           | Fairway           |
| 母 タニノチエリ 1963 栗毛 日本                                                 | 母の父*ティエポロ Tiepolo 1955 鹿毛 イタリア                                   | Blue Peter                                                                     | Fancy Free        |                   |
| 母 タニノチエリ 1963 栗毛 日本                                                 | 母の父*ティエポロ Tiepolo 1955 鹿毛 イタリア                                   | Trevisana                                                                      | Niccolo Dell'Arca | Niccolo Dell'Arca |
| 母 タニノチエリ 1963 栗毛 日本                                                 | 母の父*ティエポロ Tiepolo 1955 鹿毛 イタリア                                   | Trevisana                                                                      | Tofanella         |                   |
| 母 タニノチエリ 1963 栗毛 日本                                                 | 母の母*シーマン Seaman 1951 栗毛 ニュージーランド                              | Able Seaman                                                                    | Admiral's Walk    | Admiral's Walk    |
| 母 タニノチエリ 1963 栗毛 日本                                                 | 母の母*シーマン Seaman 1951 栗毛 ニュージーランド                              | Able Seaman                                                                    | Charameuse        |                   |
| 母 タニノチエリ 1963 栗毛 日本                                                 | 母の母*シーマン Seaman 1951 栗毛 ニュージーランド                              | Vermah                                                                         | Vermeer           | Vermeer           |
| 母 タニノチエリ 1963 栗毛 日本                                                 | 母の母*シーマン Seaman 1951 栗毛 ニュージーランド                              | Vermah                                                                         | Marheke F-No.12-g |                   |